# Rhacophorus spelaeus
Rhacophorus spelaeus es una especie de anfibio anuro de la familia Rhacophoridae.

## Distribución geográfica
Esta especie es endémica de la provincia de Khammouane en Laos. Se encuentra en la provincia Khammouane a 140 m sobre el nivel del mar (17°33′26″ N 104°49′28″ E).

## Publicación original
- Orlov, Gnophanxay, Phimminith & Phomphoumy, 2010 "2009": A New Species of Rhacophorus Genus (Amphibia: Anura: Rhacophoridae: Rhacophorinae) from Khammouan Province, Lao PDR. Russian Journal of Herpetology, vol. 16, n.º 4, p. 295-303.[4]